# Mycroft Holmes

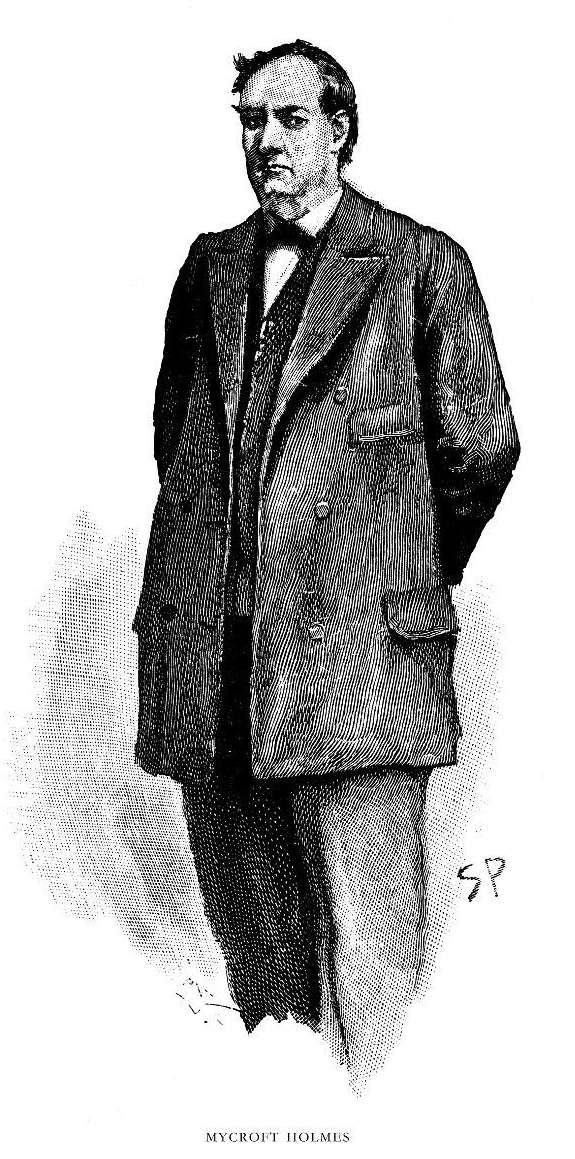
Mycroft Holmes, como imaginado por Sidney Paget em the Strand Magazine

Mycroft Holmes é o irmão mais velho do famoso detetive Sherlock Holmes, personagem fictício criado pelo escritor britânico Sir Arthur Conan Doyle. Segundo o próprio Sherlock Holmes, seu irmão Mycroft não somente é mais brilhante do que ele próprio, como também possui um senso de observação e de dedução muitas vezes superior ao seu.
No entanto, Mycroft é incapaz de levar a cabo uma investigação como as que seu irmão Sherlock enfrenta e soluciona. Segundo Sherlock, faltam-lhe a energia e a convicção para isso:
| “ | ...ele não tem nem energia, nem ambição. Ele não se incomodará a ponto de sair da sua rotina para verificar suas próprias soluções, e preferirá se considerar errado a ter que provar que está certo. Diversas vezes submeti-lhe um problema e recebi uma explicação que, mais tarde, se comprovou correta. E, mesmo assim, ele se mostrou incapaz de analisar os pontos práticos do problema.. | ” |

Mycroft apareceu e foi mencionado em ao menos quatro histórias por Doyle: 
- "A aventura do intérprete grego"  (The Adventure of the Greek Interpreter)
- "A aventura do problema final"  (The Adventure of the Final Problem)
- "A aventura da casa vazia"  (The Adventure of the Empty House)
- A aventura dos planos de Bruce-Partington  (The Adventure of the Bruce-Partington Plans).

Além de ter aparecido na continuação do filme de 2011, Sherlock Holmes: A Game of Shadows. Ele foi interpretado pelo ator Stephen Fry. Na série Sherlock (uma produção da BBC), é interpretado por Mark Gatiss. Na série Elementary, é interpretado por Rhys Ifans.

Mycroft Holmes é sete anos mais velho do que Sherlock Holmes. Essa informação é apresentada na história "A aventura do intérprete grego", que é onde o personagem aparece, pela primeira vez, nas obras do Sir Arthur Conan Doyle. Na mesma história, é feita uma descrição da aparência de Mycroft (pelos olhos do Dr. Watson):
"Mycroft Holmes era mais alto e vigoroso do que Sherlock. Seu corpo era robusto, mas o rosto, embora maciço, conservava algo da vivacidade de expressão tão notável em Sherlock. Os olhos, de um cinzento especialmente claro, pareciam manter aquela expressão distante, introspectiva, que eu observava nos do meu amigo quando ele estava utilizando plenamente os seus talentos."
Mycroft é um assíduo frequentador do Diogenes Club, do qual é co-fundador.

## EmThe Moon Is a Harsh Mistress
No romance The Moon is a Harsh Mistress (Revolta na Lua) de 1967 de Robert A. Heinlein, Mycroft Holmes é um computador autônomo encarregado de controlar os sistemas vitais, entre outras coisas, de uma penitenciária lunar (ou Luna). O computador, também chamado de "Mike", acaba colaborando com personagens envolvidos em uma revolução para libertar Luna, e acaba tendo um papel importante na vitória final contra a Autoridade Lunar na Terra.  Mike era um "Highly Optional, Logical, Multi-Evaluating Supervisor" ou um modelo HOLMES IV.